# Clay Regazzoni
Gianclaudio Giuseppe "Clay" Regazzoni (Mendrisio, Švicarska, 5. rujna 1939. – Fontevivo, Italija, 15. prosinca 2006.) bio je švicarski vozač automobilističkih utrka. U Formuli 1 ostvario je 5 pobjeda u razdoblju od 1970. do 1980. Nastupao je i na 500 milja Indianapolisa i 24 sata Le Mansa.

## Početak utrkivanja
Automobilizmom se Regazzoni počeo baviti relativno kasno. Karijera tada još glatko izbrijanog Gianclaudija u manjim formulama nije bila osobito briljantna, ali njegova hrabrost nije ostala nezapažena, te ga je Enzo Ferrari pozvao da vozi za njega, isprva sportske automobile, a kasnije i Formulu 1. 

## Formula 1

### Ferrari (1970. – 1972.)
Sezona 1970. bila je najblistavija u Regazzonijevoj karijeri, a tada je dobio i nadimak Clay. Prvi nastup u Zandvoortu donosi mu četvrto mjesto, na VN Austrije obara rekord kruga, a u Monzi već u petom nastupu upisuje i svoju prvu pobjedu. Smatran je prvim favoritom za sljedeću sezonu, ali tada počinje pad i njegove i Ferrarijeve forme. Ne baš konkurentni bolidi i niz neobjašnjivih, početničkih grešaka dovode ga na izlazna vrata iz Maranella na početku 1973.

### BRM (1973.)
Tu je sezonu proveo u BRM-u, a najpamtljiviji su detalj bile teške opekline koje je zaradio kada je u Kyalamiju ostao zaglavljen u gorućem bolidu. No, tifosi ga nisu zaboravili, pa ga je novi Ferrarijev šef Luca di Montezemolo pozvao da se vrati u ekipu. 

### Ferrari (1974. – 1976.)
Niki Lauda, doveden tek na Švicarčevu preporuku, procvjetao je u Ferrariju, a Regazzoni je postao tipični vozač broj 2, te je sva pažnja posvećena Austrijancu. Ipak, te je sezone odvezao i svoju najnezaboravniju utrku, na najslavnijoj trkaćoj stazi na svijetu, Nürburgringu, po kiši. Lauda je briljirao, osvojio jedan naslov i svojevoljno se odrekao drugoga, odbivši voziti po monsunskom nevremenu u Japanu — a Regazzoni je na svoj konto upisao samo pobjedu u Monzi 1975. i još jednu briljantnu u Long Beachu 1976.

### Williams (1979.)
Do kraja karijere je ostvario još samo jednu pobjedu, onu na Velika nagrada Velike Britanije 1979., koja je bila ujedno i prva Williamsova pobjeda u Formuli 1.

### Ensign (1980.)
Na VN Sjedinjenih Američkih Država Zapad 1980., u 50. je krugu Regazzonijev Ensign zbog mehaničkog kvara ostao posve bez kočnica na kraju najduže ravnine, pri brzini od oko 300 km/h. Prvo je udario u parkirani Brabham Ricarda Zunina, koji je odustao već u prvom krugu, a potom gotovo nesmanjenom brzinom, u betonski zid. Regazzoni je preživio, ali je ostao paraliziran od struka naniže. 

## Nakon Formule 1
Pomirivši se s tom činjenicom, Švicarac nije mirovao: počeo je redovno nastupati na utrkama sportskih automobila, reliju Pariz-Dakar i u maratonskim rallyima oldtimera u posebno za njega na ručne komande prerađenim automobilima.

## Smrt
Poginuo je 15. prosinca 2006., na dijelu auto-ceste u rekonstrukciji u blizini Parme, gdje se vozilo samo jednom trakom, prešao je u suprotni smjer i frontalno se sudario s kamionom. Neki su čak sumnjali na srčani udar, ali izvjesnije je da ga je pretjerana srčanost navela da još jednom pokuša izvesti neki suludi manevar pretjecanja, na mjestu gdje to nije bilo ni primjereno ni moguće. Kako bilo da bilo, F1 svijet izgubio je jednu od istinskih legendi.

## Rezultati
| Sezona | Konstruktor   | Plasman | Bodovi |
| ------ | ------------- | ------- | ------ |
| 1970.  | Ferrari       | 3.      | 33     |
| 1971.  | Ferrari       | 7.      | 13     |
| 1972.  | Ferrari       | 7.      | 15     |
| 1973.  | BRM           | 18.     | 2      |
| 1974.  | Ferrari       | 2.      | 52     |
| 1975.  | Ferrari       | 5.      | 25     |
| 1976.  | Ferrari       | 5.      | 31     |
| 1977.  | Ensign-Ford   | 15.     | 5      |
| 1978.  | Shadow-Ford   | 16.     | 4      |
| 1979.  | Williams-Ford | 5.      | 29     |
| 1980.  | Ensign-Ford   | –       | 0      |

## Vanjske poveznice
Clay Regazzoni - StatsF1